# Bargfeld (Eldingen)
Bargfeld ist ein Dorf und Ortsteil der Gemeinde Eldingen in Niedersachsen. Es liegt nordöstlich von Hannover im Dreieck zwischen Celle, Wolfsburg und Uelzen am Zusammenfluss der Lutter mit dem Schmalwasser und weiter südlich mit dem Köttelbeck.

## Geschichte
Das Dorf Bargfeld fand im Jahr 1065 erste urkundliche Erwähnung.
Es gehört seit dem 1. Januar 1973 zur politischen Gemeinde Eldingen und mit dieser zur Samtgemeinde Lachendorf im Landkreis Celle.
Am Südrand des Ortskerns steht eine mehr als vierhundertjährige mächtige Linde. Bargfeld gehört zum Naturpark Südheide.
Von 1953 bis 1967 hatte Bargfeld eine eigene Volksschule. Es wird von der Fahrbibliothek des Landkreises Celle vierzehntäglich angefahren.
Der 1891 gegründete Club Einigkeit Bargfeld veranstaltet alljährlich im Februar seinen mehrtägigen Faslam mit kostümiertem Festzug durch das Dorf und geselligen Veranstaltungen. Jährlich im Spätherbst veranstaltet die 1934 gegründete Freiwillige Feuerwehr Bargfeld ihren Bargfelder Fackel- und Laternenumzug mit Musik für Kinder und Eltern. Sie ist in die Kreisfeuerwehrbereitschaft des Landkreises Celle eingebunden.

## Kunst und Literatur
Der Bildhauer Gotthelf Schlotter (1922–2007) lebte von 1945 bis 1951 in Bargfeld und kehrte danach immer wieder in sein dort selbst erbautes Haus zurück. Am Südende des Dorfes steht seit 2006 seine Bronzeplastik Der Ruf der Kraniche.
1958 kaufte der Schriftsteller Arno Schmidt (1914–1979) durch Vermittlung des Malers Eberhard Schlotter das vom Ehepaar Reetz im Jahr 1948 selbst erbaute Haus für „knapp 17.000 DM“. Bis 1979 wohnte und arbeitete er hier mit seiner Frau Alice. Deren Nachlass betreut heute die in Bargfeld ansässige Arno-Schmidt-Stiftung, die hier auch ein kleines Museum unterhält. Unter den Namen „Hillfeld“, „Giffendorf“, „Schadewalde“ und „Ödingen“ erscheint das Dorf in Schmidts nach 1958 erschienenen Erzählungen und Romanen.
Etwas außerhalb des Ortes befindet sich das Antiquariat Das Bücherhaus, das sich vor allem auf Arno Schmidt und Karl May spezialisiert hat.

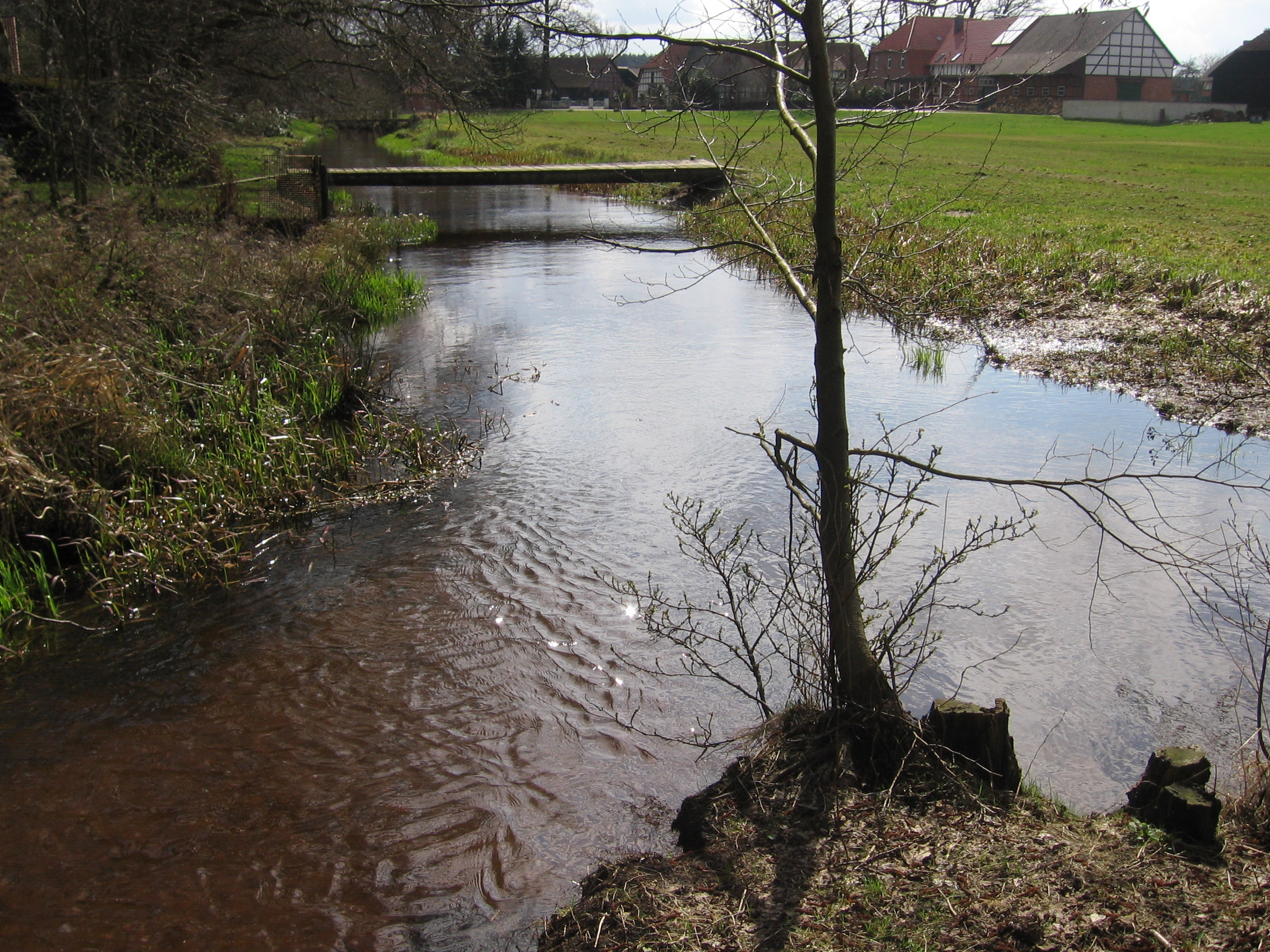
Mündung des Schmalwassers in die Lutter
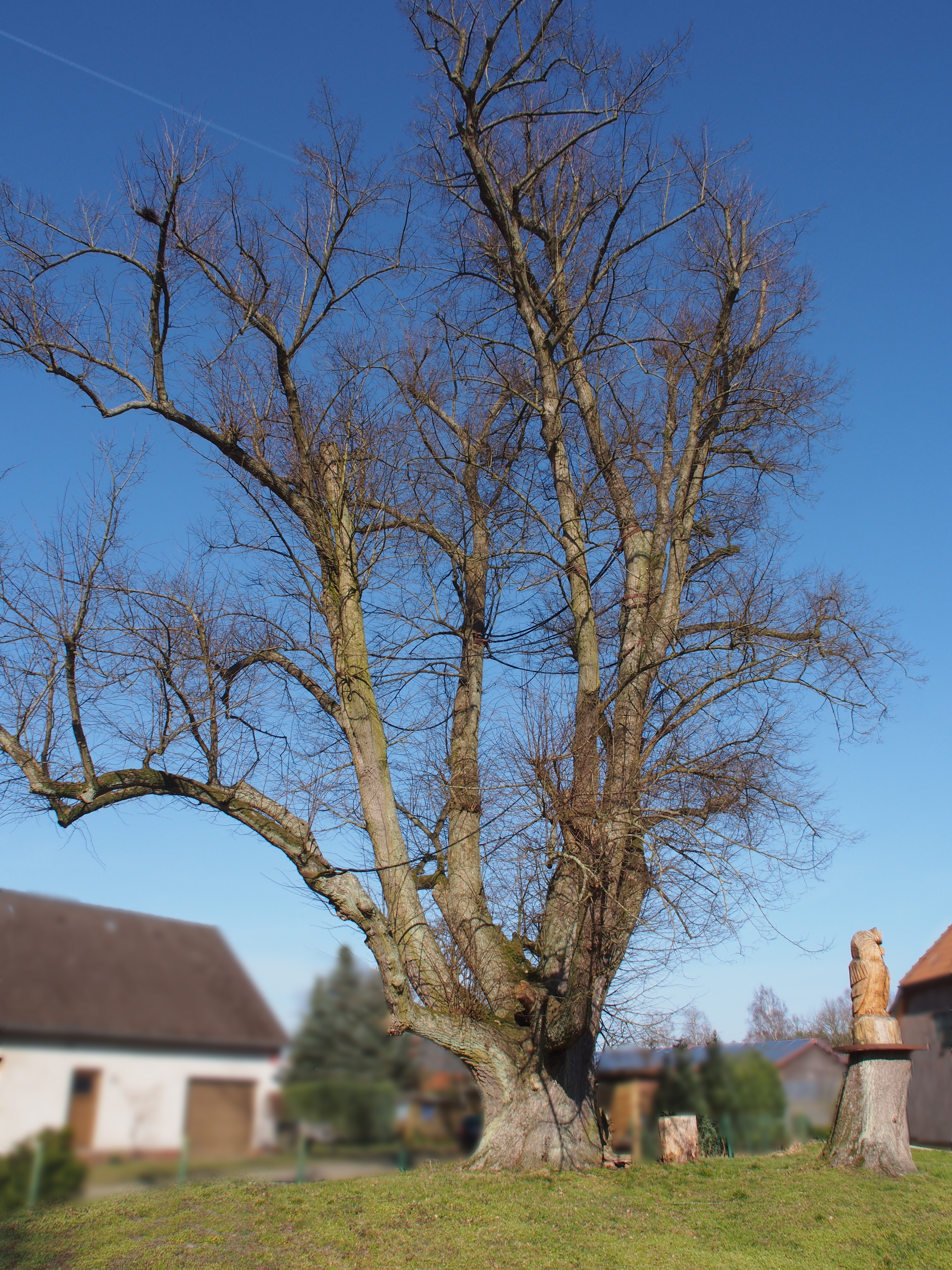
400-jährige Linde
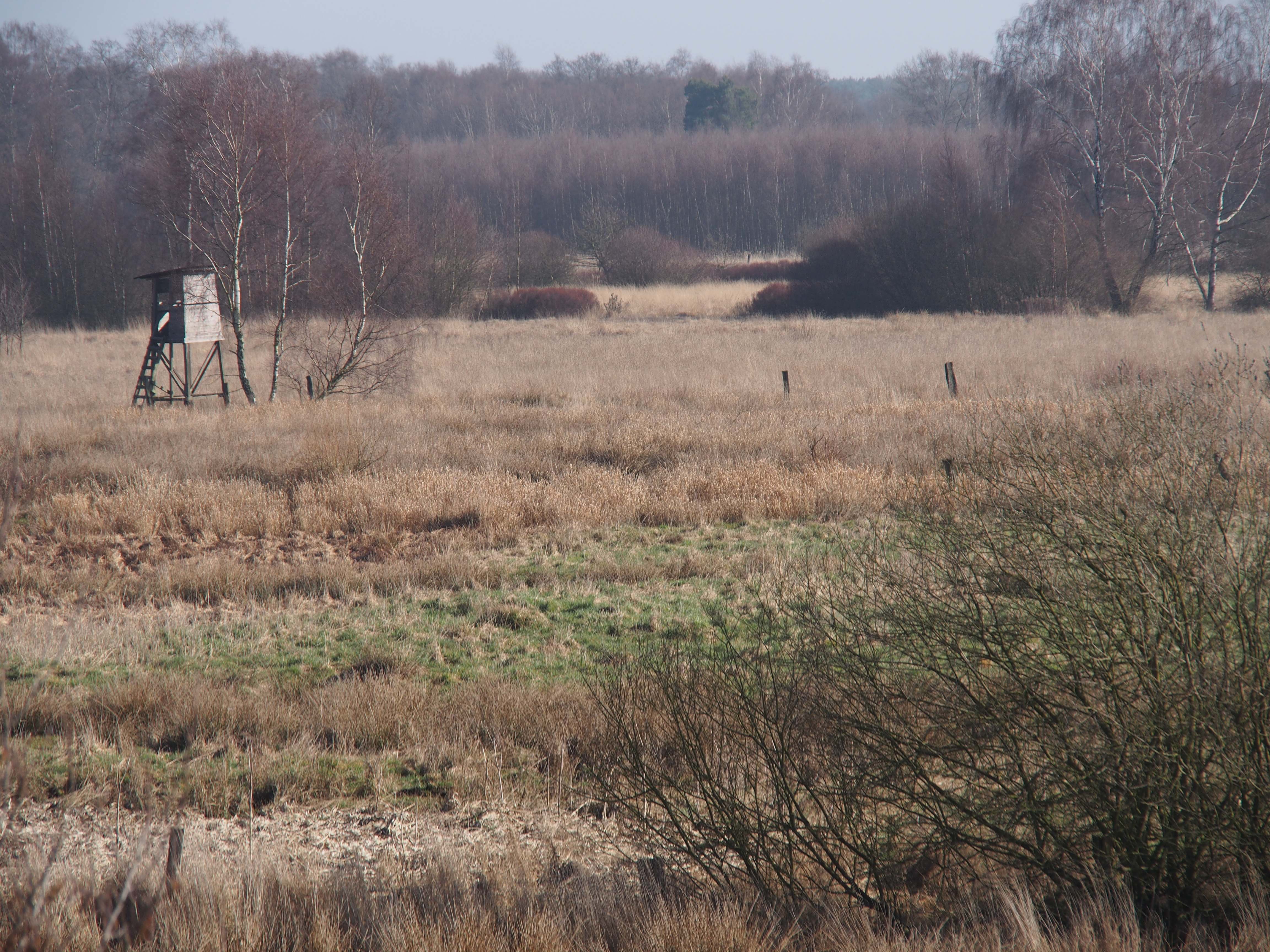
Das Postmoor östlich von Bargfeld (im NSG Lutter)
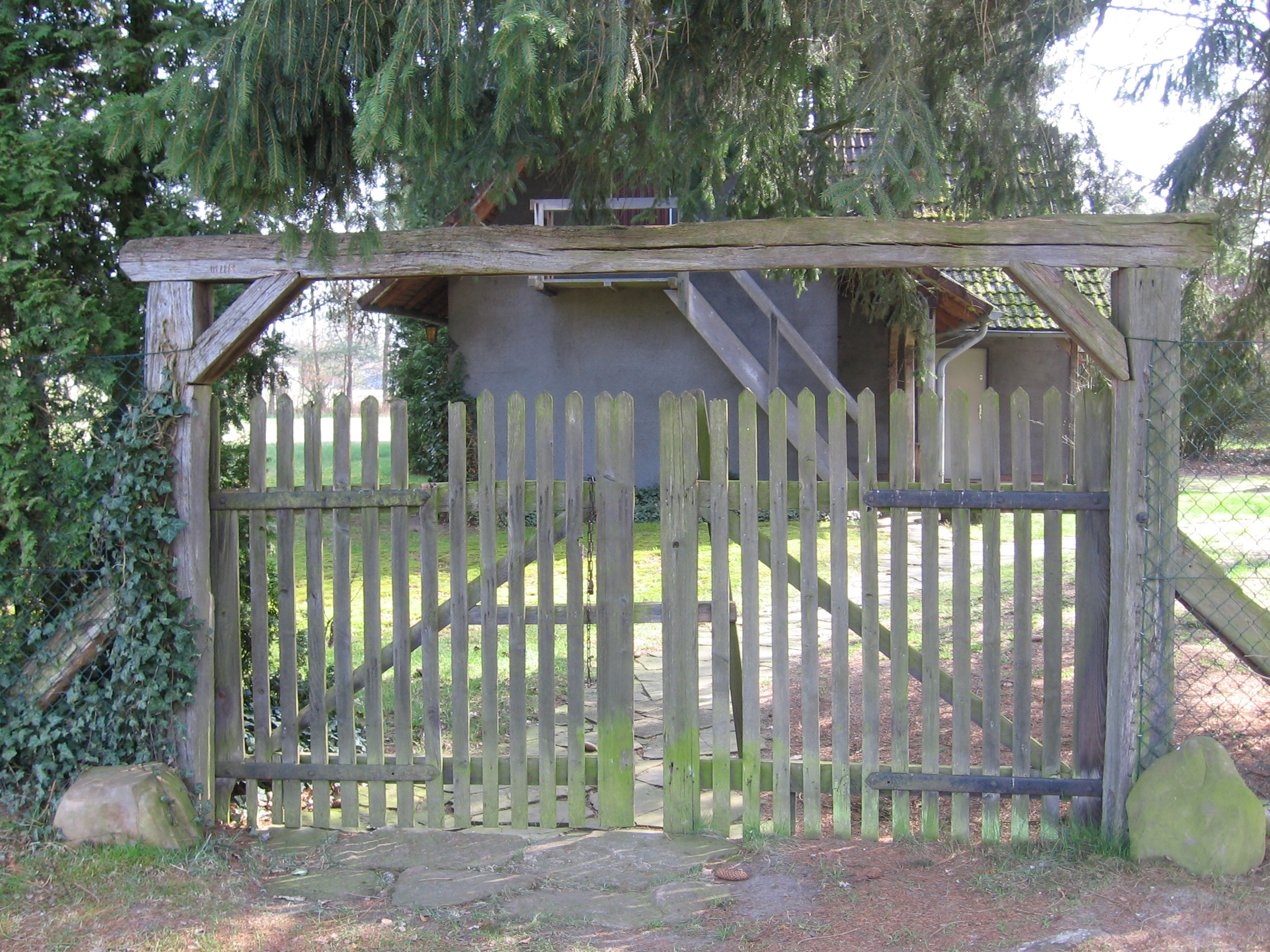
Gartentor Arno Schmidts
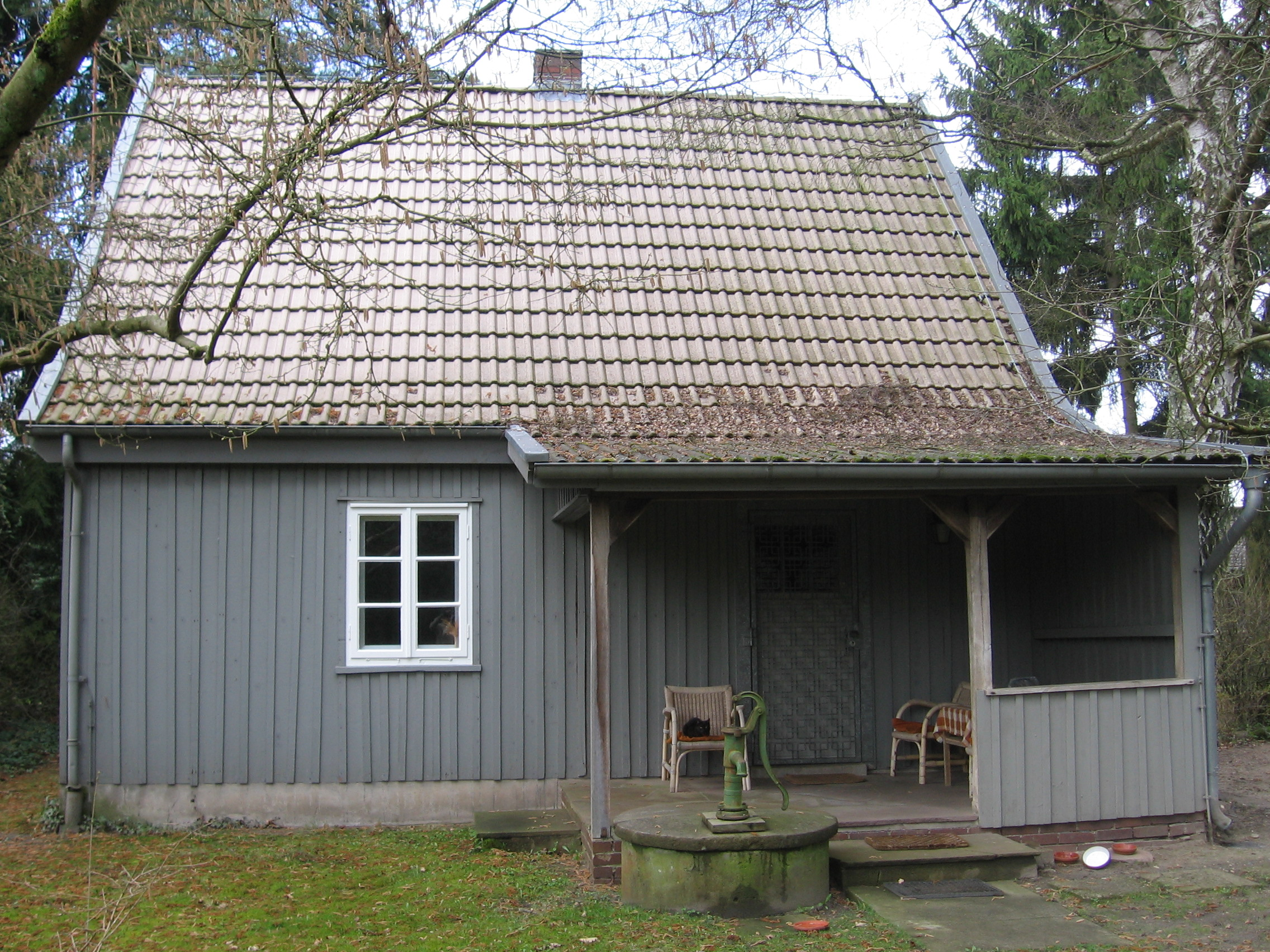
Arno Schmidts Haus von Süden
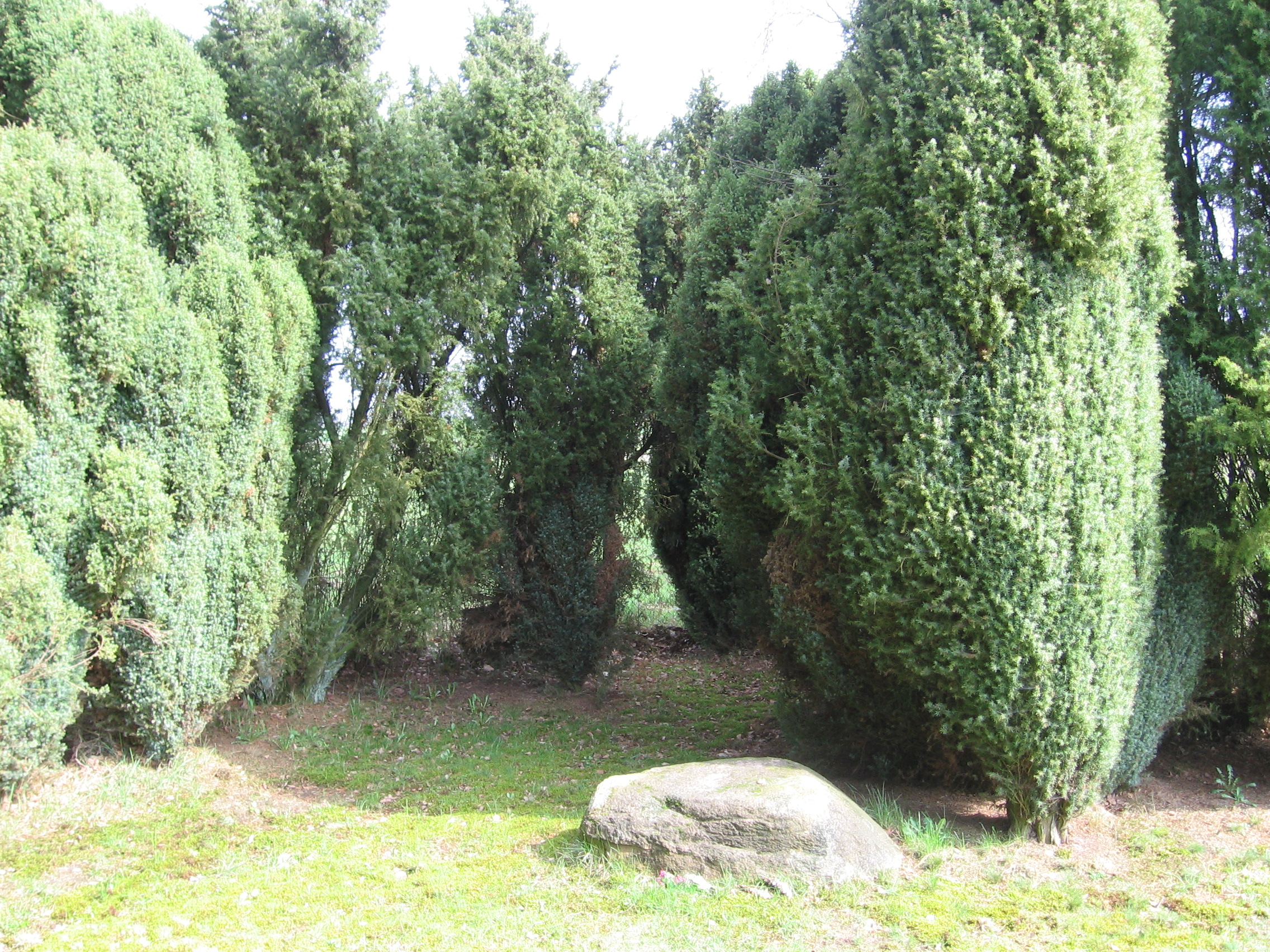
Arno Schmidts Grab im Garten seines Hauses
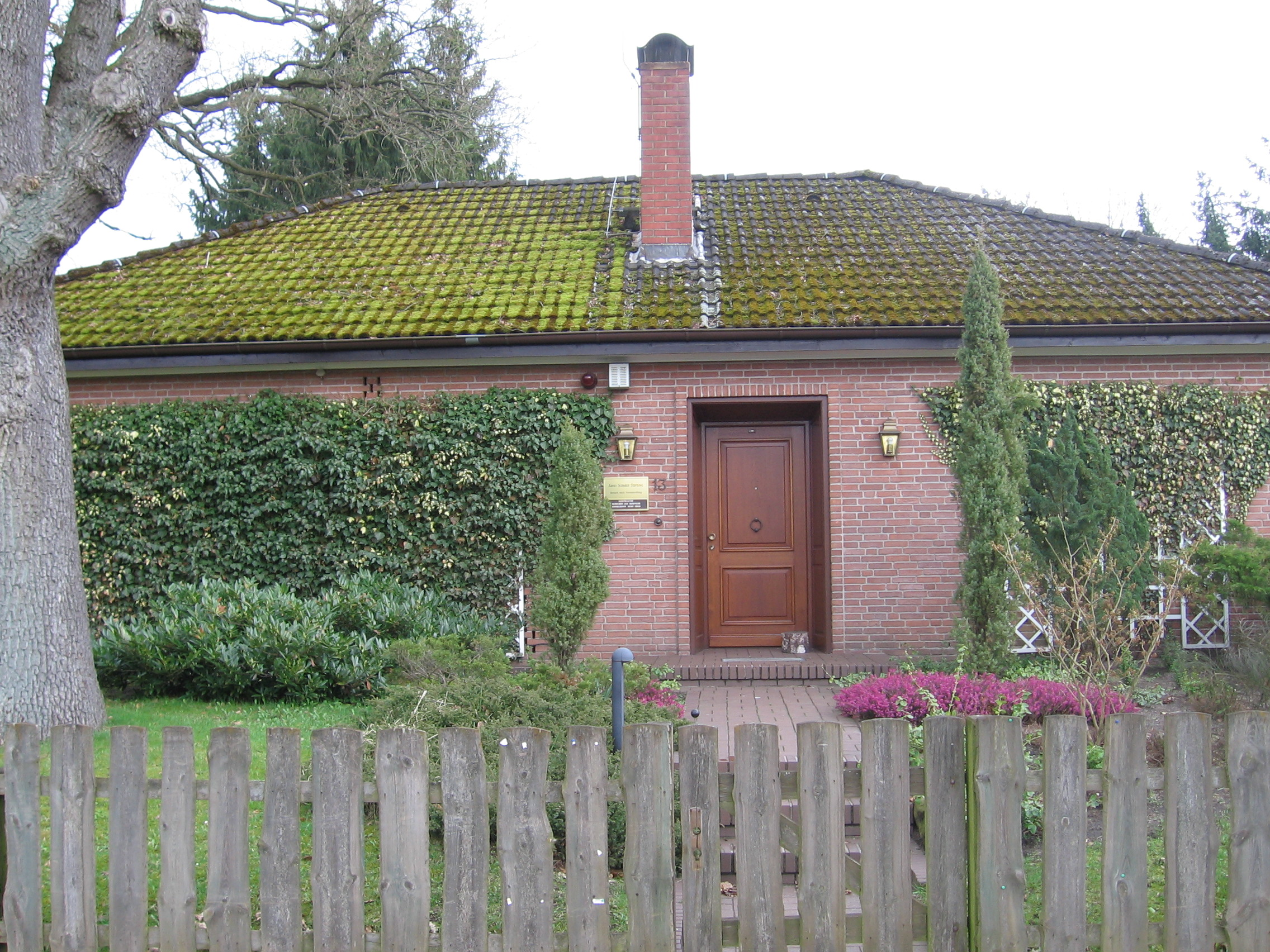
Gebäude der Arno-Schmidt-Stiftung